# Сречко Катанець
Сречко Катанець (словен. Srečko Katanec, нар. 16 липня 1963, Любляна) — словенський футболіст, що грав на позиції півзахисника. По завершенні ігрової кар'єри — тренер. З 2021 по 2025 рік був головним тренером збірної Узбекистану.
Чемпіон Югославії. Чемпіон Італії. Володар Кубка Італії. Володар Суперкубка Італії з футболу. Володар Кубка Кубків УЄФА. Чемпіон Греції (як тренер).

## Клубна кар'єра
Вихованець футбольної школи клубу «Любляна». Дорослу футбольну кар'єру розпочав 1979 року в основній команді «Олімпія» (Любляна), в якій провів чотири сезони, взявши участь у 81 матчі чемпіонату.
Згодом з 1985 по 1988 рік грав у складі команд клубів «Динамо» (Загреб) і «Партизан», з яким 1987 року став чемпіоном Югославії, після чого перебрався за кордон, ставши на один сезон гравцем німецького «Штутгарта».
1989 року перейшов до італійського клубу «Сампдорія», за який відіграв 5 сезонів. За цей час додав до переліку своїх трофеїв титул чемпіона Італії, ставав володарем Кубка Італії, володарем Суперкубка Італії з футболу, володарем Кубка Кубків УЄФА. Завершив професійну кар'єру футболіста виступами за «Сампдорію» в 1994 році.

## Виступи за збірні
1983 року дебютував в офіційних матчах у складі національної збірної Югославії. Протягом кар'єри у національній команді, яка тривала 8 років, провів у формі головної команди країни 31 матч, забивши 5 голів. У складі цієї збірної ставав бронзовим призером футбольного турніру Олімпійських ігор 1984 року, того ж року був учасником чемпіонату Європи у Франції, а згодом також брав участь у чемпіонаті світу 1990 року в Італії.
1994 року також зіграв 5 матчів за національну збірну Словенії, в яких одного разу вдалось відзначитись.

## Кар'єра тренера
Розпочав тренерську кар'єру невдовзі по завершенні кар'єри гравця, 1996 року, очоливши тренерський штаб молодіжної збірної Словенії. 1998 року деякий час попрацював на клубному рівні з «Горицею», після чого 1 липня 34-річний на той час тренер прийняв запрошення очолити тренерський штаб національної збірної Словенії.
Першим завданням нового очільника словенської збірної стало подолання кваліфікаційного відбору на ЧЄ-2000, з яким він успішно впорався — балканці посіли друге місце у своїй відбірковій групі, а згодом за сумою двох стикових матчів здолали збірну України. На самому чемпіонаті Європи 2000 року очолювана Катанцем збірна виступила пристойно — попри припинення боротьби вже на груповому етапі змогла занести до свого активу нічиї проти югославів (3:3) та норвежців (0:0).
Тож Катанець продовжив працювати з національною командою і в наступному відбірковому циклі повторив своє попереднє досягнення — друге місце у групі та вихід на чемпіонат світу 2002 року через стикові матчі, в яких словенці взяли гору над румунами. Проте на мундіалі виступ словенців був провальним — вони програли усі три матчі групового етапу. Крім того, по ходу турніру у Катанця розвився конфлікт з головною «зіркою» національної команди Златко Заховичем, і, повернувшись зі світової першості він пішов у відставку.
За декілька місяців, 2 листопада 2002 року був представлений новим головним тренером грецького «Олімпіакоса». Проте під його орудою пірейська команда демонструвала не дуже впевнену гру і вже у лютому 2003 року Катанця було звільнено, а «Олімпіакос» за результатами сезону все ж виборов чемпіонський титул, проте вже під керівництвом українця Олега Протасова.
Протягом 2006—2009 років словенський фахівець тренував національну збірну Македонії, з якою, утім, особливих успіхів не досяг. Цікаво, що й тут відставку тренера пов'язували з конфліктом з лідером команди, у даному випадку Гораном Пандевим.
Влітку 2009 року очолив національну збірну ОАЕ, яка під його керівництвом невдало виступила на кубку Азії з футболу 2011, посівши останнє місце у своїй групі. Згодом еміратська команда провалила відбір до чемпіонату світу 2014, по ходу якого Катанця було звільнено з посади головного тренера цієї азійської збірної.
4 січня 2013 року удруге в своїй кар'єрі очолив тренерський штаб національної збірної Словенії. На момент його призначення словенці програли три з чотирьох своїх ігор відбору на чемпіонат світу 2014 року і мали дуже погані шанси на кваліфікацію до «мундіалю». Тож, попри значно кращі результати під керівництвом Катанця, кваліфікуватися на цей турнір їм не вдалося. 
В рамках відбору на Євро-2016 очолювана Катанцем команда посіла третє місце у своїй відбірковій групі, що за регламентом надавало їй право участі у раунді плей-оф. Там суперником словенців у боротьбі за путівку до фінальної частини континентальної першості була збірна України, яка врешті-решт й стала учасником Євро-2016, перемігши підопічних Катанця 3:1 за сумою двох ігор і взявши таким чином реванш за поразку 16-річної давнини від Словенії під керівництвом того ж тренера у плей-оф відбору на Євро-2000.
Після того, як словенцям не вдалося подолати й відбір на чемпіонат світу 2018 року, у жовтні 2017 року Катанець пішов у відставку.
Після майже річного відпочинку 3 вересня 2018 року на умовах трирічного контракту став головним тренером національної збірної Іраку, а вже за три місяці повіз її на Кубок Азії 2019.
З серпня 2021 року є головним тренером збірної Узбекистану.

### Тренерська статистика
Станом на 28 грудня 2018 року
| Команда      | З                | По             | Статистика | Статистика | Статистика | Статистика | Статистика |
| Команда      | З                | По             | І          | В          | Н          | П          | % В        |
| ------------ | ---------------- | -------------- | ---------- | ---------- | ---------- | ---------- | ---------- |
| Словенія     | 1 липня 1998     | 12 червня 2002 | 47         | 18         | 16         | 13         | 38,30      |
| «Олімпіакос» | 2 листопада 2002 | 7 лютого 2003  | 12         | 7          | 4          | 1          | 58,33      |
| Македонія    | 17 лютого 2006   | 6 квітня 2009  | 27         | 9          | 7          | 11         | 33,33      |
| ОАЕ          | 21 червня 2009   | 6 вересня 2011 | 28         | 11         | 8          | 9          | 39,29      |
| Словенія     | 4 січня 2013     | 8 жовтня 2017  | 42         | 16         | 7          | 19         | 38,10      |
| Ірак         | 3 вересень 2018  | досі           | 6          | 2          | 3          | 1          | 33,33      |
| Усього       | Усього           | Усього         | 162        | 63         | 45         | 54         | 38,89      |

## Титули і досягнення

### Як гравця
- Бронзовий олімпійський призер: 1984
- Чемпіон Югославії: 1986-87
- Чемпіон Італії: 1990-91
- Володар Кубка Італії: 1993-94
- Володар Суперкубка Італії з футболу: 1991
- Володар Кубка Кубків УЄФА: 1989-90

### Як тренера
- Чемпіон Греції: 2002-03